# BeTV
BeTV, ehemals Canal+ Belgique (Canal+ Belgien), ist eine belgische private Pay-TV-Gruppe, die 2004 von Daniel Weekers gegründet wurde.

## Geschichte
Im Dezember 2003 verkaufte Vivendi Universal seine Tochtergesellschaft Canal+ Belgique an ein Konsortium, das sich aus den wallonischen Kabelnetzbetreiber, Deficom und SOCOFE, die am französischsprachigen Teil interessiert sind, und Telenet, das sich für den niederländischsprachigen Teil interessiert, zusammensetzt. Dieses Konsortium wird von Daniel Weekers geleitet, der zehn Jahre lang Chef von Canal+ Belgien war.
Da die Marke Canal+ Belgique bis März 2005 aufgegeben werden sollte, wurde der Name BeTV für die neue Struktur gewählt.
Der offizielle Start des neuen Angebots unter dem Namen BeTV fand am 29. Oktober 2004 statt. Dieses Angebot setzt sich aus mehreren „Universen“ zusammen:
- Be Premium ersetzt das frühere Drei-Kanal-Angebot von Canal+ Belgique (Canal+, Canal+ Bleu und Canal+ Jaune) durch neun „thematische“ Kanäle.
- Be Bouquets übernimmt die früher unter dem Namen „Le Bouquet“ (Canal+ Belgien - Verband der Kabelnetzbetreiber) ausgestrahlten Kanäle. Dieses Angebot besteht aus etwa fünfzig Programmen, hauptsächlich aus französischen Satellitenpaketen.

- Be à la séance: die erste Stufe der interaktiven Dienste, die im Dezember 2004 eingeführt wurde (und die mit der Einführung des BeTV-Fernsehens im ersten Halbjahr 2010 verschwinden wird). Be à la séance ist ein Pay-per-View-Angebot auf 8 Kanälen und in zwei Tarifen. Be à la séance ist seit dem 27. August 2012 nicht mehr verfügbar.

Catch-up-TV ist seit dem ersten Halbjahr 2010 zunächst für VOOcorder-Besitzer verfügbar (Abonnenten können einen Monat lang kostenlos einen im Fernsehen ausgestrahlten Film, eine Serie oder einen Dokumentarfilm erneut ansehen, auch Sport ist enthalten).
High Definition wurde in der zweiten Hälfte des Jahres 2010 eingeführt. Be 1 ist der erste Sender der Premium-Gruppe, der auf dieses neue Format umstellt.
Be Sport 1 ist der zweite Sender, der in High Definition ausgestrahlt wird, und ab dem 29. August 2012 werden auch Be Séries und Be Ciné in HD ausgestrahlt.
2014 startete BeTV mit BeTV Go einen Dienst, mit dem sie die exklusiven Inhalte von BeTV auf dem Computer (PC/Mac), dem Tablet (Android/iOS) und der Xbox One ansehen können.
Am 2. Mai 2016 modernisierte BeTV sein Angebot und seine On-Air-Verpackung.
Am 1. März 2018 stellte BeTV sein Angebot den Kunden von Proximus Pickx zur Verfügung.
Mit Beginn des akademischen Jahres 2018 entfernte BeTV die frei empfangbaren Programme von Canal+ aus seinem Programm und wird zu einem zu 100 % verschlüsselten Sender. Die Zuschauerzahlen für das tägliche Vorabendprogramm, das aus Canal+-Produktionen besteht (z. B. L'Info du vrai), sinken von Monat zu Monat. Der Hauptsender Be 1 änderte auch die Uhrzeit seiner Abendprogramme, die nun um 20.30 Uhr beginnen (statt um 21.00 Uhr, als der Sender noch dem Programm von Canal+ folgte).
Seit Beginn des akademischen Jahres 2019 hat Be 1 mit der Sendung Clique, die von 20 bis 21 Uhr ausgestrahlt wird, die frei empfangbaren Programme von Canal+ übernommen.

## Kanalnummerierung
| TV-Sender        | VOO | Proximus | Telenet | POST | Eltrona | Orange |
| ---------------- | --- | -------- | ------- | ---- | ------- | ------ |
| Be 1             | 20  | 51       | 700     | 246  | 109     | 109    |
| Be 1 +1h         | 21  | /        | 705     | 247  | 110     | 110    |
| Be Séries        | 22  | 52       | 702     | 248  | 112     | 112    |
| Be Ciné          | 23  | 53       | 701     | 249  | 111     | 111    |
| Ciné+ Premier    | 25  | 54       | 706     | /    | /       | /      |
| Ciné+ Frisson    | 26  | 55       | 707     | /    | /       | /      |
| Ciné+ Classic    | 27  | 56       | 708     | /    | /       | /      |
| Be 3D            | 28  | /        |         | /    | /       | /      |
| VOOsport World 1 | 30  | /        | 710     | 250  | 115     | 115    |
| VOOsport World 2 | 31  | /        | 711     | 251  | 116     | 116    |
| VOOsport World 3 | 32  | /        | 712     | 252  | 117     | 117    |
| Eleven Sports 1  | 33  | 521      | 725     | 253  | 113     | 113    |
| Eleven Sports 2  | 34  | 522      | 726     | 254  | 114     | 114    |
| Eleven Sports 3  | 35  | 523      | 727     | /    | 117     | 117    |